# Zmarli w roku 1838
Lista osób zmarłych w 1838:

## luty 1838
- 3 lutego – Anne Marie Rivier, francuska zakonnica, błogosławiona katolicka[1]

## maj 1838
- 11 maja – Jędrzej Śniadecki, polski uczony i pedagog[2]
- 17 maja – Charles-Maurice de Talleyrand-Périgord, francuski polityk i dyplomata[3]

## czerwiec 1838
- 25 czerwca
  - Dominik Henares, hiszpański dominikanin, misjonarz, biskup, męczennik, święty katolicki[4]
  - Franciszek Đỗ Văn Chiểu, wietnamski męczennik, święty katolicki[4]
- 30 czerwca – Wincenty Đỗ Yến, wietnamski dominikanin, męczennik, święty katolicki[4]

## lipiec 1838
- 4 lipca – Józef Nguyễn Đình Uyển, wietnamski męczennik, święty katolicki[5]
- 12 lipca – Ignacy Delgado, hiszpański dominikanin, misjonarz, biskup, męczennik, święty katolicki[5]
- 15 lipca – Piotr Nguyễn Bá Tuần, wietnamski ksiądz, męczennik, święty katolicki[5]
- 24 lipca – Józef Fernández, hiszpański dominikanin, misjonarz, męczennik, święty katolicki[5]

## sierpień 1838
- 1 sierpnia
  - Bernard Võ Văn Duệ, wietnamski ksiądz, męczennik, święty katolicki[4]
  - Dominik Nguyễn Văn Hạnh, wietnamski dominikanin, męczennik, święty katolicki[5]
- 12 sierpnia
  - Antoni Nguyễn Đích, wietnamski męczennik, święty katolicki[4]
  - Jakub Đỗ Mai Năm, wietnamski ksiądz, męczennik, święty katolicki[5]
  - Michał Nguyễn Huy Mỹ, wietnamski męczennik, święty katolicki[4]
- 21 sierpnia
  - Adelbert von Chamisso, niemiecki pisarz i przyrodnik[6]
  - Józef Đặng Đình Viên, wietnamski ksiądz, męczennik, święty katolicki[4]
- 26 sierpnia – Joanna Elżbieta Bichier des Ages, francuska zakonnica, święta katolicka[7]

## wrzesień 1838
- 5 września
  - Józef Hoàng Lương Cảnh, wietnamski męczennik, święty katolicki[4]
  - Piotr Nguyễn Văn Tự, wietnamski dominikanin, męczennik, święty katolicki[5]
- 21 września
  - Franciszek Jaccard, francuski misjonarz, męczennik, święty katolicki[4]
  - Tomasz Trần Văn Thiện, wietnamski męczennik, święty katolicki[5]

## listopad 1838
- 2 listopada – Piotr Yi Ho-yŏng, koreański męczennik, święty katolicki[8]
- 24 listopada
  - Wincenty Nguyễn Thế Điểm, wietnamski ksiądz, męczennik, święty katolicki[5]
  - Piotr Vũ Đăng Khoa, wietnamski ksiądz, męczennik, święty katolicki[4]
  - Piotr Borie, francuski misjonarz, biskup, męczennik, święty katolicki[5]
- 27 listopada – Ludwik Osiński, polski krytyk literacki, teoretyk literatury, tłumacz i poeta[9]

## grudzień 1838
- 18 grudnia
  - Paweł Nguyễn Văn Mỹ, wietnamski męczennik, święty katolicki[5]
  - Piotr Trương Văn Đường, wietnamski męczennik, święty katolicki[4]
  - Piotr Vũ Văn Truật, wietnamski męczennik, święty katolicki[4]
- 25 grudnia – Antonina Maria Verna, włoska zakonnica, błogosławiona katolicka[10]